# Cave Junction
Cave Junction (korábban Cave City) az Amerikai Egyesült Államok északnyugati részén, Oregon állam Josephine megyéjében, a U.S. Route 199 és az Oregon Route 46 csomópontjában elhelyezkedő város. A 2020. évi népszámlálási adatok alapján 2071 lakosa van.
Mottóját az Oregoni-márványbarlangrendszerhez való közelsége miatt kapta. A második világháborút követően a lakosság fő bevételi forrása a faipar lett; a nyersanyag elapadását követően a hangsúly a turizmusra terelődött át.

## Története

### Aranybányák
Az Illinois-völgy kezdetben a takelma indiánok otthona volt. Miután az 1850-es években aranyat találtak, kitört a Rogue-folyói háború. Az 1853-as egyezmény részeként az őslakosokat a Table Rock-i rezervátumba költöztették, ahonnan 1856-ban, a háború végeztével a Grand Ronde-i és a siletz rezervátumba telepítették őket.
Az Illinois-völgyben talált első aranyrög 7,7 kg volt. 1904-ben a 18 éves Ray Briggs vadászat során egy kis eret talált, amiből ötven kilogramm aranyat termelt ki; az újságok szerint ez „a legcsodálatosabb aranylelet, amit Oregon történetében valaha felfedeztek”.
Az 1860-as és 1870-es években a bányák kimerülése után a lakosok állattartásból, fakitermelésből, valamint a mezőgazdaságból és a turizmusból próbáltak megélni. 1874-ben Elijah Davidson felfedezte az Oregoni-márványbarlangrendszert. 1884-ben Walter C. Burch birtokvédelmi kérelmet nyújtott be, és fivéreivel egy dollárért idegenvezetést tartottak. A Grants Pass Courierben feladott hirdetés szerint az árban kempingezés, legelők és gyógyvizek is voltak. Később megpróbálták a terület tulajdonjogát megszerezni, azonban mivel a barlangok nem szerepeltek a földmérési térképeken, az ötletet elvetették.
William Howard Taft 1909. július 12-én a területet nemzeti műemlékké nyilvánította, melynek kezelésével az erdőszolgálatot bízta meg. 1923-ban a szolgálat Grants Pass-i alvállalkozókat bízott meg a terület fejlesztésével; 1926-ra egy faház és hét, kettő szobás kabin épült meg. A forgalom a mai OR-46-on haladt.

### Megalapítása
A települést 1926-ban alapították az Elwood Hussey által adományozott területen. 1935-ben a posta elutasította a Caves City nevet, főleg azért, mert a település nem rendelkezett városi ranggal. A Cave Junction nevet először a földrajzinév-bizottság, majd a posta is elfogadta. Cave Junction városi rangot 1948-ban kapott.
1950-ben 283-an éltek itt; ez 1960-ra 248-ra csökkent, majd 1970-re 415-re emelkedett; az 1960-as években az éves növekedés 6,8%, az 1970-es években pedig 9,9% volt. Az 1990-es évekre a népességnövekedés az országos és állami átlagok alá esett.

### Erdőtüzek
1987-ben a háromévnyi szárazságot követő villámcsapás miatt hatvanegyezer hektáron csapott fel a tűz, ekkor számos lakót evakuáltak.
2002-ben kettő erdőtűz összeért, ezzel Cave Junction, Kerby, Selma és Észak-Kalifornia is veszélyeztetetté vált. A 120 napig égő tűzben összesen 202 ezer hektár terület égett le; Cave Junction körzetében négy lakóház és kilenc melléképület semmisült meg. 2003-ban további egy lakóház és kettő melléképület égett le.
2004-ben egy leszakadt elektromos vezeték okozta tűz miatt kétszáz embert menekítettek ki. Egy személy az okozott stressz következtében meghalt.

## Éghajlat
A település éghajlata mediterrán (a Köppen-skála szerint Csb). A nyári reggelek hidegek, a délutánok forróak, a telek pedig hűvösek és esősek.
A januári átlagos minimum átlaghőmérséklet 0,3 °C, a júliusi maximum átlag 34 °C. A melegrekord (45,6 °C) 2008. augusztus 14-én dőlt meg; a legmelegebb reggel (20,6 °C) 1994. július 13-a és 2013. július 3-a volt. A hidegrekord (-21,6 °C) 1972. december 10-én dőlt meg; a hőmérséklet csak aznap és december 8-án reggel volt -17,8 °C alatt. Fagypont alatti hőmérsékletet 16 délutánon mértek; a leghidegebb délután (-6,1 °C) a hidegrekord napján volt. 1962 óta a leghidegebb hónap 2013 decembere volt: az átlaghőmérséklet 0,5 °C, míg a maximum átlaghőmérséklet 4,8 °C volt.
Évente 196 nap napos, csapadék pedig 108 napon esik. Évente 1554,2 mm eső esik; a legcsapadékosabb év (2621,5 mm) 1973 júliusától 1974 júniusáig, míg a legszárazabb (631,7 mm) 1976 júliusától 1977 júniusáig tartott. A legcsapadékosabb hónap (896,4 mm) 1996 decembere, a legcsapadékosabb nap (206,2 mm) pedig 1964. december 22-e volt.
Évente átlagosan 18 centiméter hó hull. A leghavasabb év (213 cm) 1981 júliusa és 1982 júniusáig tartott; a leghavasabb hónap (152 cm) 1982 januárja volt. A leghavasabb napok (64 cm) 1982. január 3-a és 18-a voltak.
| Hónap                                            | Jan.  | Feb.  | Már. | Ápr. | Máj. | Jún. | Júl. | Aug. | Szep. | Okt. | Nov.  | Dec.  | Év    |
| ------------------------------------------------ | ----- | ----- | ---- | ---- | ---- | ---- | ---- | ---- | ----- | ---- | ----- | ----- | ----- |
| Rekord max. hőmérséklet (°C)                     | 19,0  | 24,0  | 28,0 | 37,0 | 42,0 | 43,0 | 44,0 | 46,0 | 43,0  | 38,0 | 26,0  | 21,0  | 46,0  |
| Átlagos max. hőmérséklet (°C)                    | 9,4   | 12,6  | 15,7 | 19,2 | 24,2 | 28,6 | 34,6 | 34,3 | 30,6  | 22,2 | 12,9  | 8,5   | 21,1  |
| Átlagos min. hőmérséklet (°C)                    | 0,3   | 0,7   | 1,3  | 2,6  | 5,7  | 8,1  | 11,1 | 9,7  | 6,8   | 3,8  | 2,1   | 0,3   | 4,4   |
| Rekord min. hőmérséklet (°C)                     | −12,0 | −16,0 | −7,0 | −6,0 | −3,0 | −2,0 | 2,0  | 1,0  | −4,0  | −9,0 | −12,0 | −21,0 | −21,0 |
| Átl. csapadékmennyiség (mm)                      | 289   | 215   | 218  | 104  | 53   | 21   | 6    | 7    | 21    | 89   | 202   | 329   | 1554  |
| Forrás: Nemzeti Óceán- és Légkörkutatási Hivatal |       |       |      |      |      |      |      |      |       |      |       |       |       |

## Népesség

### 2010
A 2010-es népszámláláskor a városnak 1883 lakója, 815 háztartása és 469 családja volt. A népsűrűség 402,4 fő/km2. A lakóegységek száma 916, sűrűségük 195,7 db/km2. A lakosok 90,3%-a fehér, 0,4%-a afroamerikai, 2%-a indián, 1,3%-a ázsiai, 0,1%-a a Csendes-óceáni szigetekről származik, 1,9%-a egyéb, 3,9%-a pedig kettő vagy több etnikumú. A spanyol vagy latino származásúak aránya 8,3% (   )
A háztartások 26,9%-ában élt 18 évnél fiatalabb. 38,9% házas, 13,3% egyedülálló nő, 5,4% egyedülálló férfi, 42,5% pedig nem család. 34,8% egyedül élt; 15,8%-uk 65 éves vagy idősebb. Egy háztartásban átlagosan 2,3 személy élt; a családok átlagmérete 2,94 fő.
A medián életkor 43 év volt. A város lakóinak 23,7%-a 18 évesnél fiatalabb, 8,8% 18 és 24 év közötti, 19,1%-uk 25 és 44 év közötti, 27,4%-uk 45 és 64 év közötti, 21%-uk pedig 65 éves vagy idősebb. A lakosok 46%-a férfi, 54%-a pedig nő.

### 2000
A 2000-es népszámláláskor  a városnak 1363 lakója, 603 háztartása és 356 családja volt. A népsűrűség 291,2 fő/km2. A lakóegységek száma 730, sűrűségük 156 db/km2. A lakosok 92,3%-a fehér, 0,3%-a afroamerikai, 2,1%-a indián, 0,7%-a ázsiai, 0,4%-a a Csendes-óceáni szigetekről származik, 1,2%-a egyéb-, 3,2%-a pedig kettő vagy több etnikumú. A spanyol vagy latino származásúak aránya 5,6% (   )
A háztartások 28,7%-ában élt 18 évnél fiatalabb. 39,8% házas, 14,3% egyedülálló nő; 40,8% pedig nem család. 33,7% egyedül élt; 20,6%-uk 65 éves vagy idősebb. Egy háztartásban átlagosan 2,26 személy élt; a családok átlagmérete 2,87 fő.
A város lakóinak 26,8%-a 18 évesnél fiatalabb, 7,7% 18 és 24 év közötti, 21,9%-uk 25 és 44 év közötti, 21,8%-uk 45 és 64 év közötti, 21,8%-uk pedig 65 éves vagy idősebb. A medián életkor 40 év volt. Minden 100 nőre 85,7 férfi jut; a 18 évnél idősebb nőknél ez az arány 79,8.
A háztartások medián bevétele 17 161 amerikai dollár, ez az érték családoknál $22 500. A férfiak medián keresete $20 893, míg a nőké $16 333. A város egy főre jutó bevétele (PCI) $10 556. A családok 23,6%-a, a teljes népesség 28,7%-a élt létminimum alatt; a 18 év alattiaknál ez a szám 35,8%, a 65 évnél idősebbeknél pedig 11,9%.

## Gazdaság
Az 1850-es évektől a fő bevételi forrás az aranybányászat, majd 1870-től a mezőgazdaság volt. A második világháborút követően egyre nagyobb szerepet kapott a faipar: az Illinois-völgyben harminc feldolgozó volt, azonban az 1980-as évek végére már csak egy működött.
Miután Franklin D. Roosevelt létrehozta a Siskiyou Nemzeti Erdőt, az Oregon and California Railroad területei pedig visszakerültek a szövetségi kormányhoz, 1937-re a megye területeinek 70%-a az erdőszolgálat és a földhivatal tulajdonában volt. Mivel ez csökkentette a megye adóalapját, a város a faipari bevételeit megosztotta a megyével, a szövetségi kormánytól érkező kifizetések pedig az adóalap nagy részét képezték. 1989-ben a megye 16 756 000 USD összeget kapott, ez 1999-re 9,6 millióra csökkent.
A megszorítások miatt Dél-Oregon a turizmussal kívánta a kisvállalkozásokat és a nyugdíjasokat a térségbe csábítani; a kaliforniai nyugdíjasok átköltözése jelentősen segítette a gazdaságot. Habár munkahelyek is létrejöttek, ezek alacsony bérezésűek voltak. Az 1960-as évek óta a turizmus mellett jelentős a borászat is. A Rough & Ready Lumber a nyersanyagszükséglet növekedése miatt fatüzelésű létesítményét 2007-ben biomassza-tüzelésűre cserélte. 2013-ban bejelentették az üzem bezárását.
Az 1994-ben alakult közösségfejlesztési tanács célja a régió gazdaságának fejlesztése. A szervezetet az Északnyugati Területi Alapítvány 2006-ban a szegénység hosszú távú csökkentéséért kitüntette. A 2004-ben létrejött partnerkapcsolat révén negyven állandó és idényjellegű élelmiszeripari munkahely jött létre.

## Turizmus

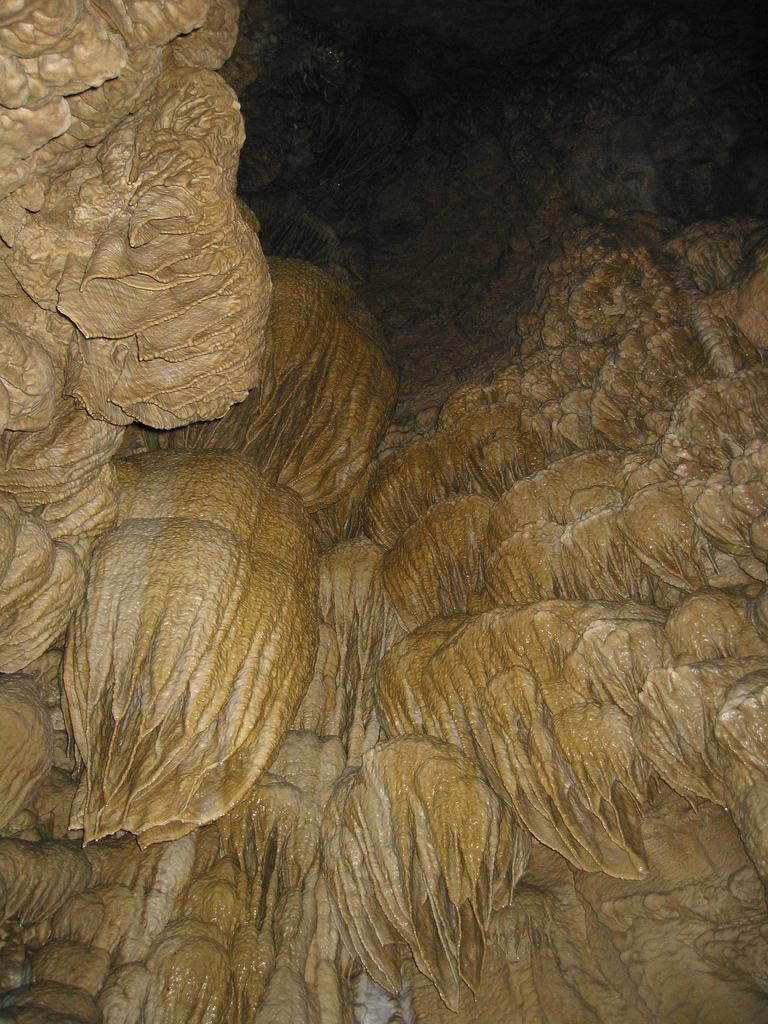
A barlangok egyike

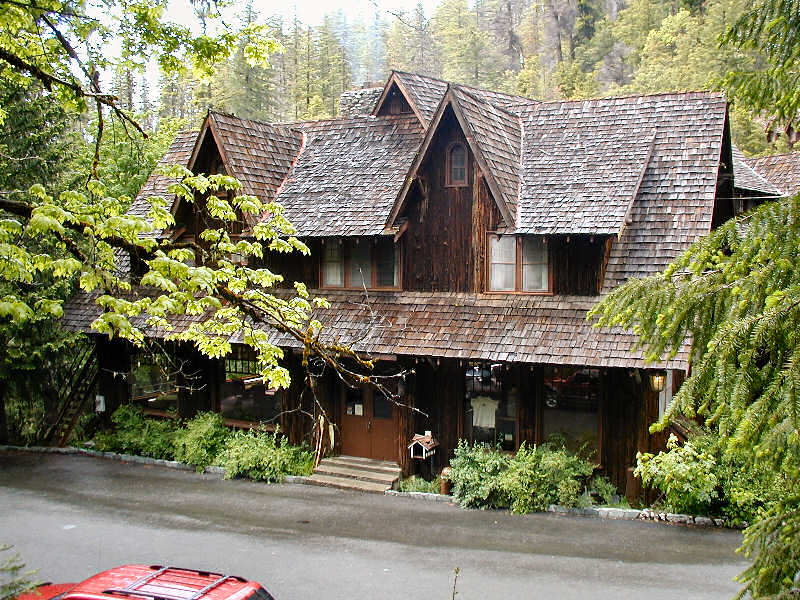
Kastélyszálló

### Látnivalók
A térség legjelentősebb látnivalója az Oregoni-márványbarlangrendszer és az ahhoz kapcsolódó 1843 hektáros természetvédelmi terület, ahol a barlangok mellett túraútvonalak is találhatóak. A „gyomorforgató” OR-46 végén található barlangrendszert 1846-ban fedezték fel. A közelben található egy 32 szobás, műemlékké nyilvánított kastélyszálló.
Minden hónap második péntekjén (kivéve télen) művészeti sétákat szerveznek a városban, amelyek jelentős bevételeket generálnak: egy 2006-os felmérés szerint ilyenkor a turisták száma 30–50 százalékkal emelkedik.
A közelben fekvő vadasparkban közel húsz nagymacskafaj él. Az 1975-ben megnyílt Pizza Delinél kisüzemi sörfőzde működik.

### Borászatok
Az Illinois-völgy a Rogue-völgyi borvidék leghűvösebb és legcsapadékosabb régiója. Az 1960-as és 1970-es években oregoniak egy csoportja szőlőtermesztéssel és borkészítéssel kezdett kísérletezni. Ugyan nem jártak sikerrel, negyven évvel később Oregon jelentős borszőlőtermő vidék lett. Az állam déli része magasabban fekszik és melegebb, mint a régió többi bortermő vidéke. Az Illinois-völgy nyarai melegek és szárazak, éjszakái pedig hidegek, így alkalmas a pinot noir termelésére. Cave Junction térségében több borászat is található.
A chardonnay-t, szürkebarátot és pinot noirt termelő  Bridgeview Vineyards az állam egyik legnagyobb borászata. A 2000-es amerikai borversenyen Oregon Blue Moon borukat választották a legjobb 15 dollárnál olcsóbb pinot noirnak. A 34 hektáros ültetvényt európai stílusban, 1,8 méteres sor- és 1,2 hektáros tőketávolsággal ültetik. Egy harminckét hektáros ültetvényt az Applegate-völgyben is fenntartanak. A Foris Vineyards Wineryt 1986-ban alapították.

### Történelmi helyek
A régióban számos, a bányakorhoz köthető helyszín található. Az Illinois-völgy bányáinak vízszükségletét a takilmai Osgood-árok biztosította. Habár kezdetben a folyómederben bányásztak, később az egykori vizek által a magasabban fekvő kavicságyakba mosott aranyat találtak. Az érc kitermeléséhez árkokat alakítottak ki; a lezúduló vizet a hidraulikus bányászathoz használták. A vízágyúk a vizet harminc méter magasra lövellték, a törmeléket pedig zsilipekben gyűjtötték. Mivel az arany az ágyakban kialakult zsebekben volt, ezek felfedezéséhez minden ágyban bányásztak. Waldo település egy kavicságyon feküdt; a túlzott bányászat miatt a törmelék mellett az épületek is a zsilipbe csúsztak. A térség egyik fennmaradt épülete az Oregoni-márványbarlangrendszer közelében fekvő, nemzeti műemlékké nyilvánított kastélyhotel.
Az 1893-ban alapított AltHouse-i templom (1920 óta Bridgeview templom) ma is áll. 1895 és 1899 között az épületet mai helyére, a Holland Loop Roadra költöztették. Miséket az 1986-ban emelt új épületben tartanak.

## Sport
Az Illinois Valley Golf Course 1977-ben nyílt meg. A korábban kilenc lyukas golfpályát később 18 lyukasra bővítették. Az Illinois River Forks Állami Park az Illinois folyó keleti és nyugati ágainak találkozásánál fekszik; itt 2014-ben discgolfpályát létesítettek. A Jubilee Parkban található gördeszkapályát közösségi finanszírozással és munkával alakították ki.

## Oktatás
A város három iskolájának fenntartója a Three Rivers Tankerület.
2004-ben Sam Hutchins regionális ösztöndíjprogramjával a vadlazacokkal kapcsolatos dicsőségcsarnok tagja lett. Az 1992-ben indult program célja, hogy a diákoknak bemutassák az Illinois folyóban élő pisztrángféléket. 2004-ben már 25 intézményben 1500 tanuló vett részt benne. 2007-ben Ursal „Jay” Millert az oregoni ökölvívás-múzeum dicsőségcsarnokának tagjává választották.

## Közlekedés
Az erdőszolgálat által létesített Illinois-völgyi repülőtér 1943 és 1981 között az ejtőernyős tűzoltók indulópontjaként szolgált. A bázis megszűnése óta a létesítmény hangárok és repülők bérbeadásával foglalkozik.

## Média
Az 1937-ben alapított Illinois Valley News hetilap kétezer példányban jelenik meg.
A KXCJ-LP közösségi rádióadó 2015-től sugároz.

## Fordítás
- Ez a szócikk részben vagy egészben  a   Cave Junction, Oregon című angol Wikipédia-szócikk ezen változatának fordításán alapul.  Az eredeti cikk szerkesztőit annak laptörténete sorolja fel. Ez a jelzés csupán a megfogalmazás eredetét és a szerzői jogokat jelzi, nem szolgál a cikkben szereplő információk forrásmegjelöléseként.